# Rønne (plaats)

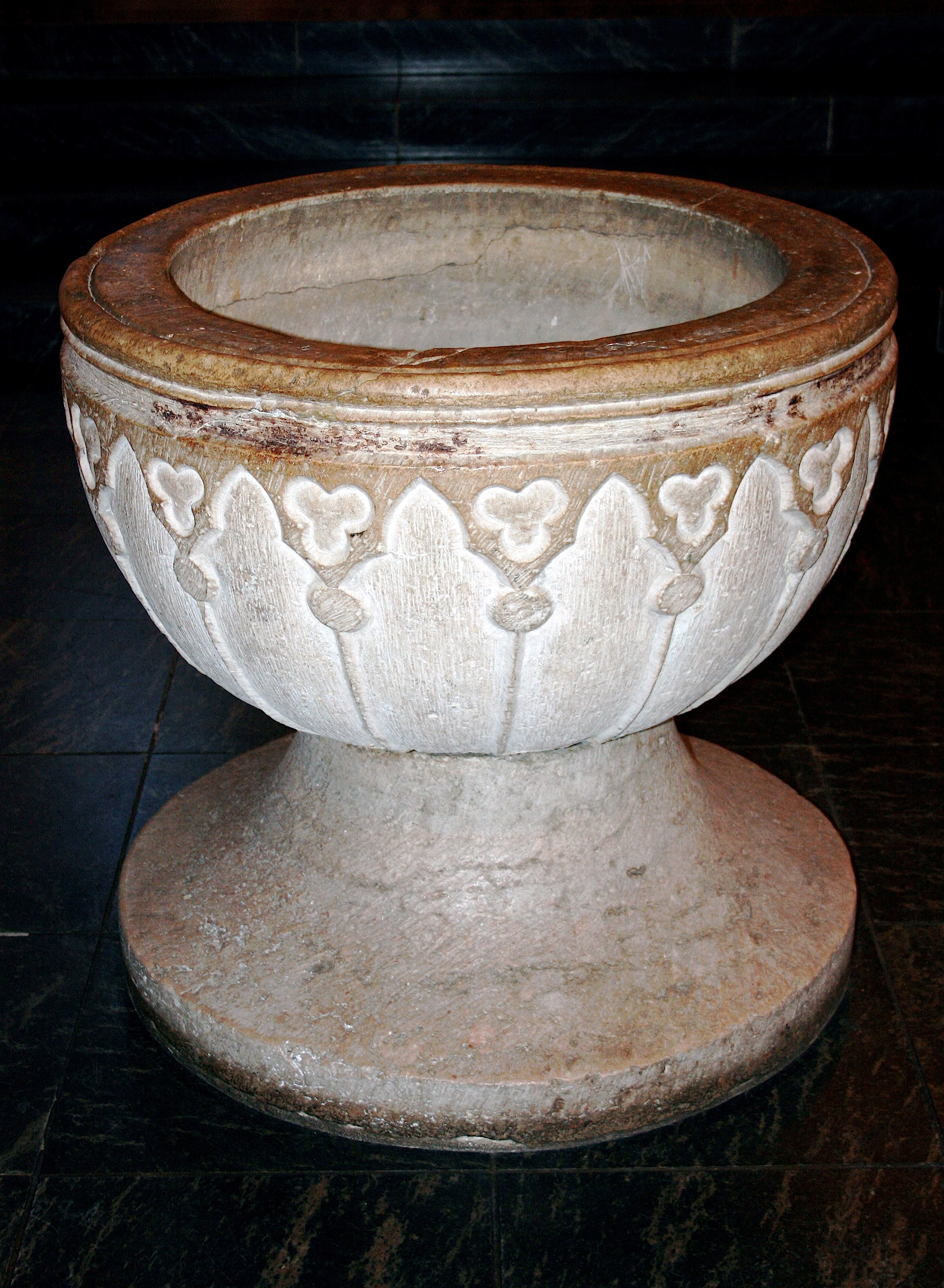
Doopvont in Sankt Nikolaj Kirke

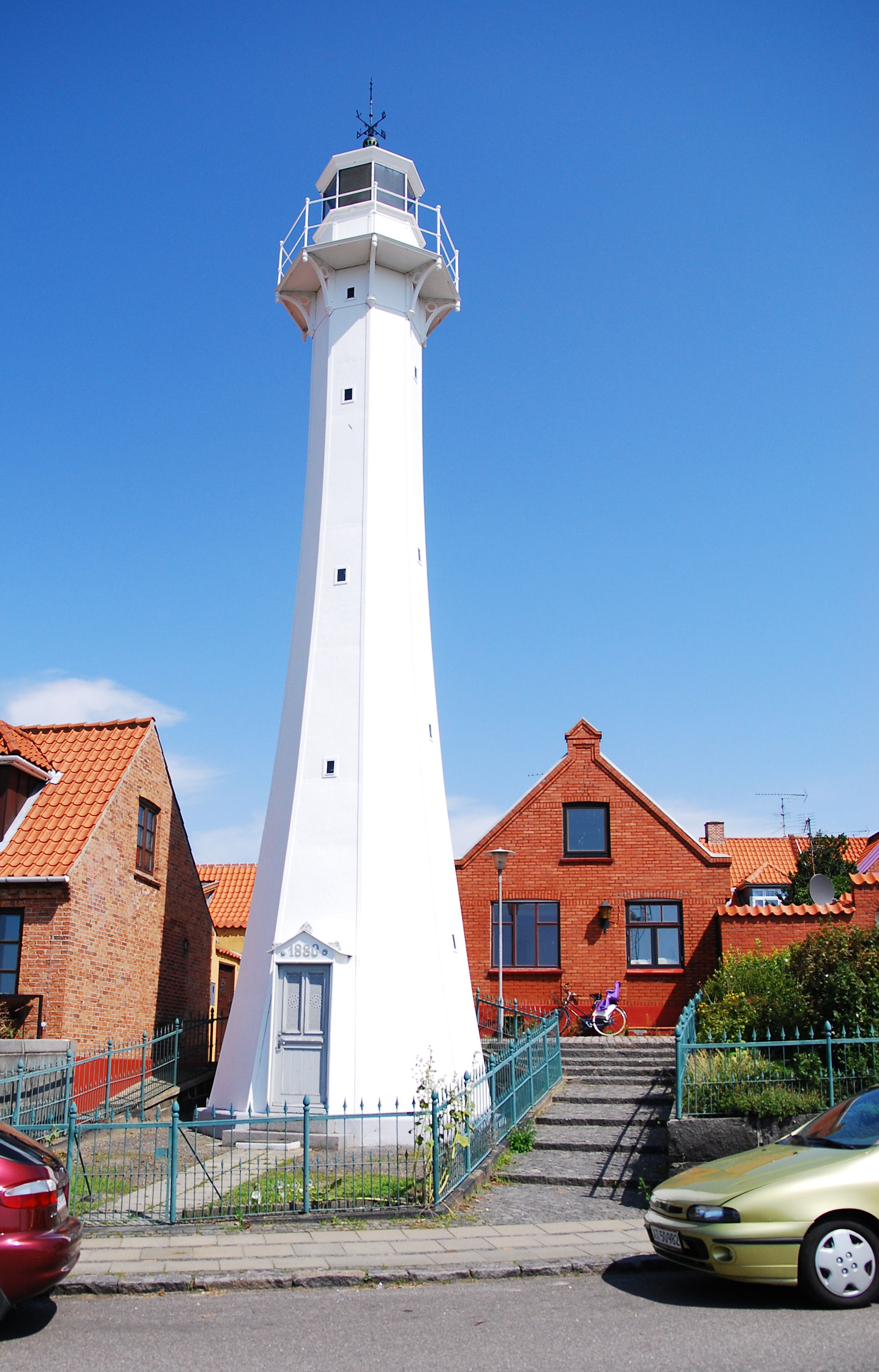
Vuurtoren De Naald

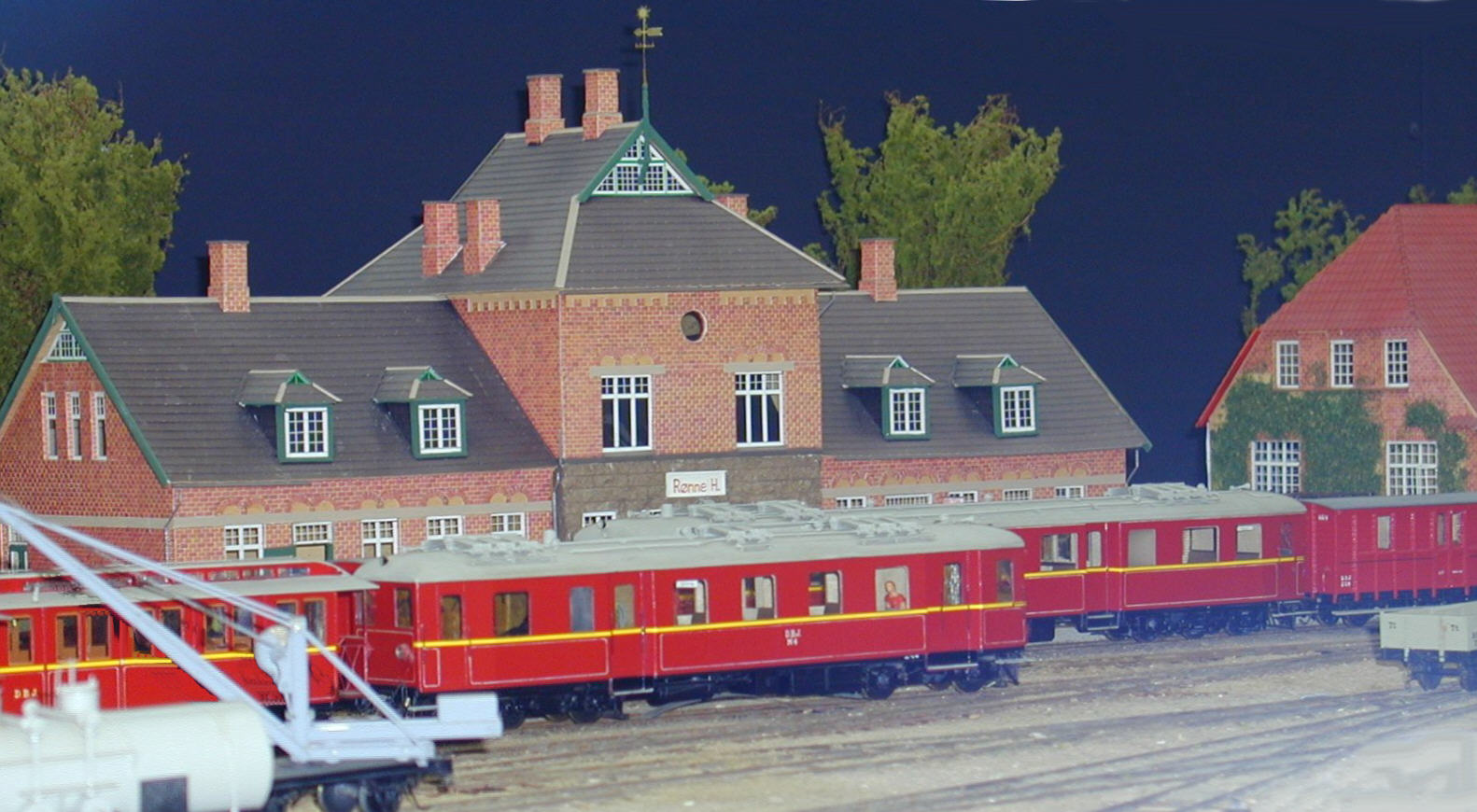
Het station: Rønne H

Rønne (uitspraak: Runne) is de hoofdplaats van het Deense eiland Bornholm. Tot aan de gemeentelijke herindeling in 2002 was het ook een zelfstandige gemeente. Met 13.639 inwoners is Rønne de grootste plaats van het eiland. De plaats werd in 1327 een marktstad, dus kreeg toen het recht om markten te houden ("købstadsrettigheder"). Het is de belangrijkste haven van het eiland, met veerboten naar Denemarken, Zweden, Duitsland en Polen.
Rønne is tevens het culturele centrum van het eiland met een bioscoop en een muziekhuis. De haven en luchthaven zijn ook in Rønne te vinden.
Het gemeentelijke bestuur van het eiland, het stadhuis en het gemeentearchief van het eiland zijn ook in Rønne gevestigd.

## Geschiedenis
Rønne groeide in de twaalfde en dertiende eeuw uit tot een behoorlijk dorp rond de natuurlijk gevormde haven. De kerk werd gebouwd op een steile kaap boven het strand met een van de beste uitzichten van het eiland. Eeuwenlang deed de kerk ook dienst als baken voor de zeevaart. De landbouw, handel en scheepvaart waren belangrijk voor de lokale economie. Daar het eiland midden in de Oostzee ligt, lag het voor de hand dat schepen op doorvaart er vaak aanlegden om proviand en vers water in te slaan, en om er handel te drijven.
In de zeventiende en achttiende eeuw floreerde de handel met de verkoop van landbouwproducten, aardewerk en lokale kunstnijverheid. Toen halverwege de achttiende eeuw de mijnindustrie haar weg vond naar Bornholm, begon men met het delven van graniet en andere steensoorten. Anders dan de rest van Denemarken bestaat de gehele bodem van Bornholm uit steen. Eind negentiende eeuw was deze industrie uitgebreid met het afgraven van klei, kaolien, cement en andere verwante producten.
Deze levendige handel bracht voorspoed op Bornholm, en in grote mate in Rønne. Dit blijkt uit de vele straatjes met kinderkopjes en halfhouten/bakstenen gebouwen en landgoederen op het eiland.

#### Het spoor
Een spoorlijn werd aangelegd om de delfstoffen te transporteren naar de haven. De eerste treinen reden er vanaf 1900. Er werden spoorlijnen aangelegd van Rønne naar Allinge langs Hammershus, een lijn naar Gudhjem, en een lijn via Aakirkeby naar Nexø. Hoewel er in eerste instantie alleen goederentreinen reden, zorgde de bloeiende economie ervoor dat ook passagierstreinen deel gingen uitmaken van het spoorwegennet.
Er rijden nu geen treinen meer op Bornholm, de laatste trein reed er in 1968. De treinen werden verscheept naar Sjælland, de spoorlijn afgebroken. Het enige zichtbare overblijfsel is Station H, het voormalige stationshuis, dat nu een restaurant is. De spoorlijn in Rønne werd vervangen door het huidige fietspad.

### Rønne en de Tweede Wereldoorlog (1940-1946)
Van 9 april 1940 tot 5 april 1946 waren er buitenlandse troepen op Bornholm. Deze periode kan worden verdeeld over twee perioden, de Duitse aanwezigheid en de Sovjet-Russische aanwezigheid.

#### De Duitse bezetting
Bornholm werd pas door de Duitsers bezet op 10 april 1940, één dag na de rest van Denemarken. De eilandbewoners merkten niet zoveel van de problemen die elders in Denemarken aan de hand waren. Het eiland lag ver van het vasteland af en kon zichzelf van levensmiddelen voorzien. Bornholm is echter strategisch belangrijk omdat het eiland midden in de Oostzee ligt en de Duitsers daardoor het gehele vaarwater tussen Denemarken, Zweden, Polen en Duitsland konden beheersen. Ook konden de Sovjetlegers in de gaten worden gehouden.
Hoewel, net als in Nederland, 5 mei de officiële Bevrijdingsdag is in Denemarken, geldt dat niet voor Bornholm. Nadat Duitsland capituleerde, weigerde de Duitse commandant Gerhard von Kamptz zich over te geven. Hij wilde zich alleen overgeven aan het Britse leger. Zijn verzet gaf ook de mogelijkheid aan vluchtende Duitsers, via het nog steeds door de Duitsers beheerste vaarwater tussen Duitsland-Bornholm en Bornholm-Zweden, naar Zweden en Denemarken te transporteren.

#### De Sovjet-Russische bezetting

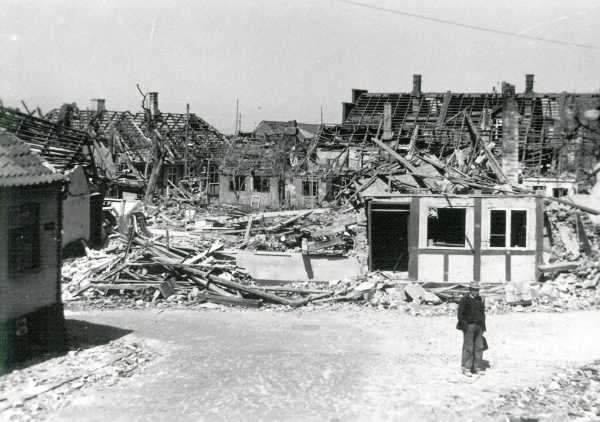
Rønne na het bombardement in 1945

Terwijl de Britse Generaal Richard Henry Dewing de bevrijding van Denemarken voor zijn rekening nam, moest Bornholm zijn bevrijding door de Sovjetlegers accepteren. Dat weigerde de Duitse commandant. Toen de verkenningsvliegtuigen van het Sovjetleger overvlogen, gaf de Duitse generaal het bevel om de luchtafweer te gebruiken. Deze actie leidde uiteindelijk tot een bombardement op 7 en 8 mei 1945 op zowel Rønne als Nexø, en een beperkte invasie. Uiteindelijk moest de commandant zich overgeven. In die maanden hielden de Russen zich meestal afzijdig. De vrees bij de Bornholmse bevolking lag eerder bij de toekomst van het eiland. Men begon in te zien dat Bornholm weleens deel zou kunnen gaan uitmaken van de Sovjet-Republiek. De Sovjet-Russische bezetting van Bornholm duurde van 9 mei 1945 tot 5 april 1946. De officiële bevrijdingsdag viert men daarom op 5 april.
Zweden schonk beide steden Nexø en Rønne na de Russische bombardementen 300 houten huizen, zoals we die kennen van de Zeeuwse steden die bij de watersnoodramp uit 1953 geschonken werden door Noorwegen. Die staan er nog steeds en worden ook als zodanig gebruikt.

#### Na de oorlog
Na 1946 werd met de heropbouw van de steden begonnen. Vanwege de aanwezigheid van de Russen voelde men zich achtergesteld bij de rest van Denemarken. Dit werkt nog altijd door.
Het eiland kwam relatief geïsoleerd te liggen. Langs zijn vaarwateren voeren zowel Sovjet- als NAVO-onderzeeërs. Ook NAVO-oppervlakteschepen waren een bekend verschijnsel. Vooral in de Koude Oorlog was er nog altijd angst dat het eiland weleens overlopen zou kunnen worden door de Sovjet-legers.

## Historische gebouwen, straten en pleinen

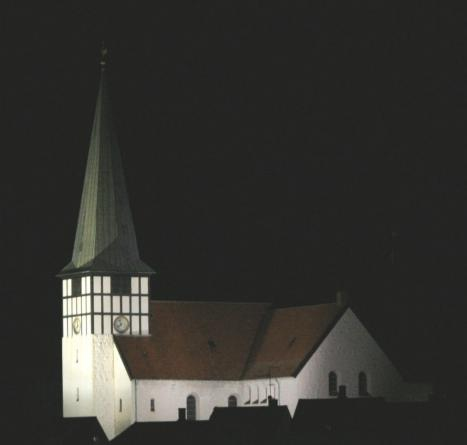
Rønne's meest prominente gebouw aan de haven: Sankt Nikolaj kirke.

##### Sankt Nikolai kerk
Deze oude kerk uit de late Middeleeuwen werd gebouwd in de late twaalfde eeuw. Zij werd ingrijpend verbouwd en uitgebreid in 1915-1917: het Schip werd verdubbeld in breedte, zijstukken aan het schip toegevoegd, de toren werd afgebroken en vervangen door een grotere, maar identiek uitziende toren.
Opmerkelijke kenmerken van het kerkinterieur zijn de laat-gotische doopvont van het eiland Gotland uit de twaalfde eeuw, en de "Paxiaanse" preekstoel, geschonken door Michael Pax, een Rønnenaar die zich later vestigde in Noord-Duitsland. Veel originele meubels van de oude kerk, met inbegrip van een beschilderd plafond uit het midden van de zeventiende eeuw, zijn nog te bezichtigen in het Bornholms Museum.

##### Toldboden
Het Tolhuis (Toldboden) is een van de oudste gebouwen in Rønne. Het werd in 1684 gebouwd en heeft haar oorspronkelijke doel gediend tot 1897. De 29 dikke eiken balken in het gebouw werden vierkant gezaagd, en bijgeschaafd op de marinebasis Holmen in Kopenhagen en verscheept naar Rønne. De houten deuren zijn waarschijnlijk afkomstig van Hammershus, waar grote hoeveelheden bouwmaterialen werden verwijderd in de zeventiende eeuw.

##### Erichsens Gård
Erichsens Gård is het bestbewaarde burgerhuis in Rønne, gebouwd in 1806 en uitgebreid in de jaren 1830. Het huis is vernoemd naar een van de vroegere eigenaren, Thomas Erichsen, het huis werd zijn eigendom in 1838. Het huis bezit nog een aantal dingen die herinneren aan schrijver Holger Drachmann schilder Kristian Zahrtmann en Henning Pedersen. Erichsens Gård is ingericht in de stijl van de woning van een burger uit de laatste helft van de achttiende eeuw en maakt deel uit van Bornholms Museum.

##### Hovedvagten (Hoofdwacht)

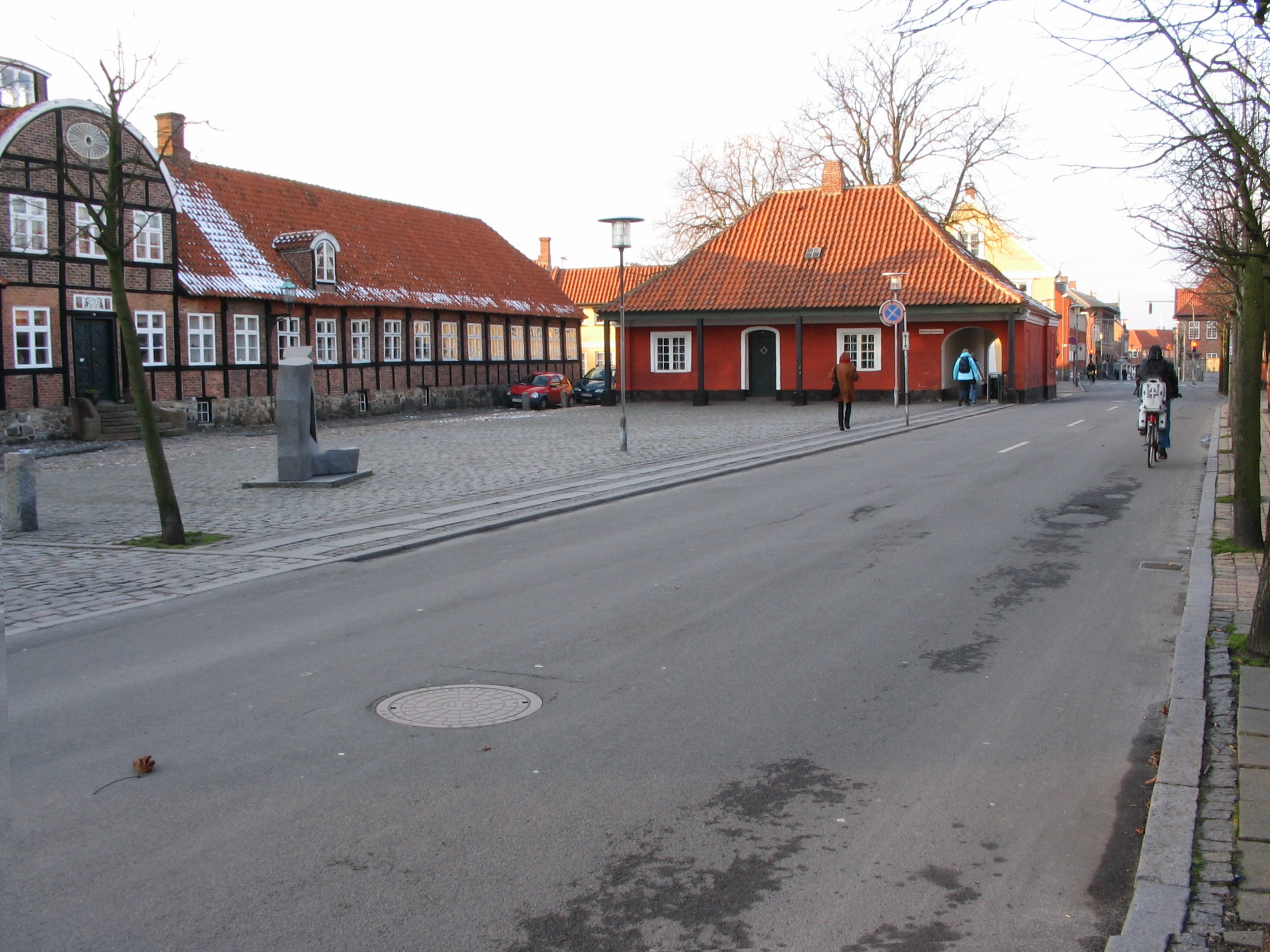
Hovedvagten uit 1743.

De oude dorpskern had een poort waar ook een Hoofdwachtershuis deel van uitmaakte. De Hoofdwacht droeg zorg voor het aansteken van de nachtelijke verlichting en de openbare orde. Materialen voor dit gebouw zijn afkomstig uit Hammershus en dateren van 1743/1744. Het gebouw was heel lang het enige stenen gebouw. Daar de weg door die poort vrij nauw was, maakte men een voetgangersdoorgang dwars door het gebouw.

##### Store Torv
Store Torv (Grote Plein) werd oorspronkelijk gebruikt als exercitieterrein. In de loop van de achttiende eeuw ontwikkelde het plein zich geleidelijk toen de kleine houten/stenen huisjes werden vervangen door stenen gebouwen met meerdere verdiepingen. Zeker in de laatste twee decennia van de negentiende eeuw (1880-1900) toen Store Torv het centrum van Rønne's bedrijfsleven werd. Meer gebouwen werden toegevoegd, bijvoorbeeld na de bombardementen in 1945. De fontein werd in 1908 ingewijd op hetzelfde moment dat stromend water werd geïnstalleerd in Rønne. Het oudste gebouw van het plein, daterend uit 1834, is het gerechtsgebouw, dat ook dienst heeft gedaan als stadhuis met gevangenis.
Andere historische/bekende gebouwen.
- Amtmandsgård
- Karnaphuis
- Kastelet (Het Kasteel)
- Rosengården
- Treinstation Rønne H

Het gebouw dient nu als restaurant.
- Rønne Theater

Het gebouw stamt uit 1823, en is de oudste nog in gebruik zijnde theater van Denemarken.

## Musea

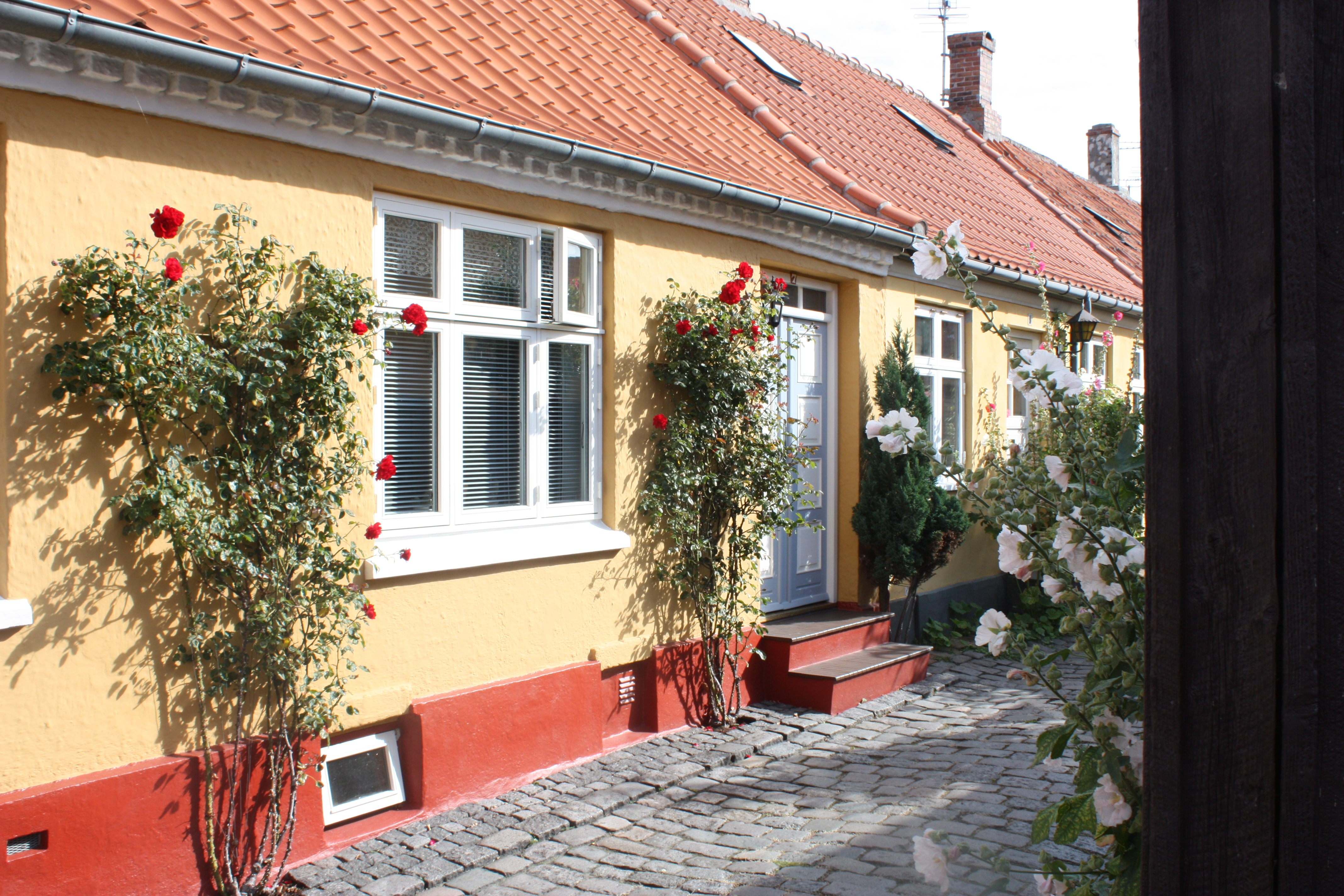
Rønne straatje

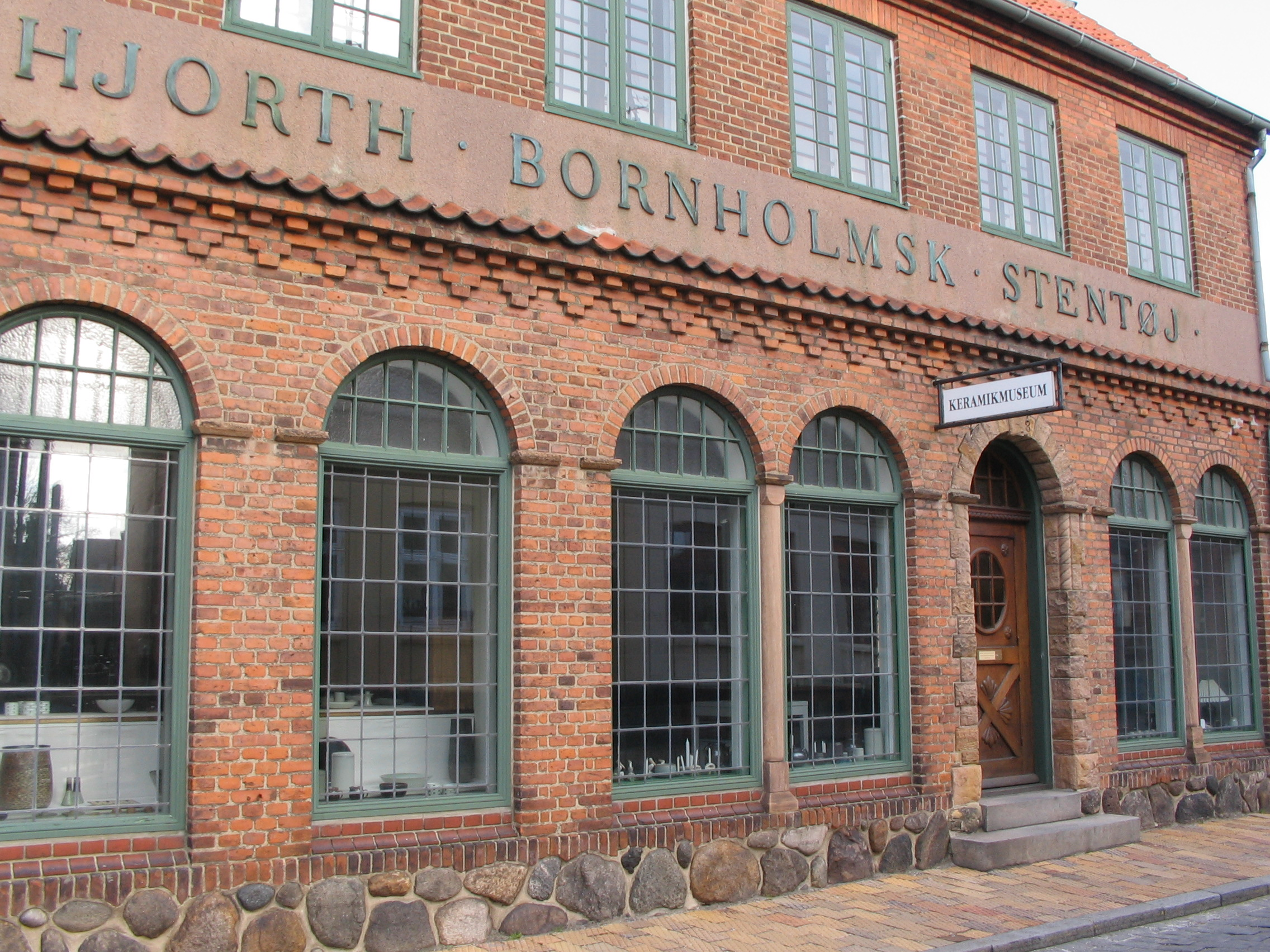
Hjorths Keramiekmuseum in Rønne.

Er zijn vijf grote musea in Rønne. Deze musea geven een blik in de geschiedenis van Rønne en Bornholm.

### Bornholms Museum
Bornholms cultuurhistorisch Museum is een door de staat erkend museum, Het heeft een permanente tentoonstelling over objecten en documenten die ca 10.000 jaar geschiedenis verhalen. Het draagt de verantwoordelijkheid voor de inzameling, registratie, opslag, onderzoek en verspreiding van de geschiedenis van Bornholm.

### Erichsens Gård
Dit is een stad- en havenmuseum in een authentiek huis uit 1806 met een ouderwetse achtertuin. Alles op het terrein is onveranderd gebleven, waardoor de bezoeker zich kan inleven in het dagelijkse leven van het Bornholm van meer dan 200 jaar geleden. Het huis en de tuin zijn gemarkeerd als rijksmonument.

### Hjorths Fabrik
Sinds het begin van de achttiende eeuw was keramiek een van de exportgoederen van Bornholm. Hjorts Fabrik speelde daarin een belangrijke rol. De fabriek maakt nog wel keramische producten, maar dat is kleinschalig geworden met artikelen als klokjes, naam en nummerbordjes, sieraden enzovoorts. Het grootste deel van deze fabriek is als museum ingericht, met een permanente tentoonstelling hoe in de hoogtijdagen geleefd werd van de winning, verwerking en productie van keramiek.

### Forsvarsmuseum
Het forsvarsmuseum (defensiemuseum) bestaat uit Kastellet (Het Kasteel) waarin uniformen en wapens, alsook een permanente tentoonstelling over de Tweede Wereldoorlog en tevens een tentoonstelling over bevrijding van Bornholm in 1658 zijn ingericht. Tevens zijn er militaire voertuigen en ander materieel op het terrein te vinden.

### Bornholms Træbådelaug
Een oude werf van Rønne wordt gebruikt voor het vervaardigen van houten schepen door de vrijwilligers van de gelijknamige vereniging. Het maakt tevens deel uit van het Bornholms Museum, dat zijn verzameling van oude vissersschuiten hier permanent tentoonstelt.

## Kristian Zahrtmann

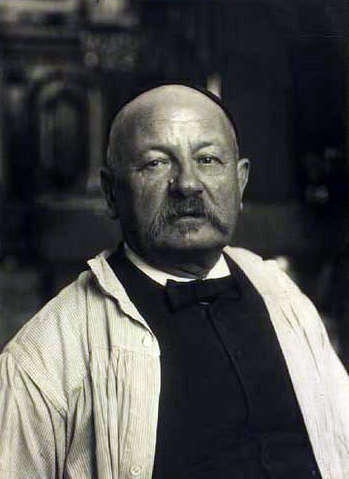
Kristian Zahrtmann.
31 maart 1843 - 22 juni 1917

Peder Henrik Kristian Zahrtmann, beter bekend als Kristian Zahrtmann, (Rønne, 31 maart 1843 - Frederiksberg, 22 juni 1917), was een beroemde schilder en schrijver uit deze plaats.

## Vervoer
Bornholms Lufthavn is net buiten de stad gelegen. Ook de grootste haven van Bornholm is in Rønne gelegen. Van hier verzorgt Bornholmstrafikken dagelijks overvaarten naar Ystad en Køge met onder andere de Catamaran H/F Villum Clausen en H/F Povl Anker. BAT verzorgt busdiensten vanuit Rønne; haar remise ligt nabij de haven van Rønne.

## Omgeving
| Omgeving op Bornholm | Omgeving op Bornholm | Omgeving op Bornholm                |
| -------------------- | -------------------- | ----------------------------------- |
| Oostzee              | Hasle Sorthat-Muleby | Knudsker Klemensker Årsballe        |
| Oostzee              |                      | Nylars Vestermarie Lobbæk Aakirkeby |
| Oostzee              | Oostzee              | Arnager                             |

Steden: Aakirkeby · Allinge-Sandvig · Hasle · Nexø · Rønne

Dorpen: Aarsdale · Balka · Gudhjem · Klemensker · Listed · Lobbæk · Nyker · Nylars · Østerlars · Østemarie · Pedersker · Snogebæk · Sorthat-Muleby · Svaneke · Tejn · Vestermarie

Buurtschappen: Arnager · Årsballe · Boderne · Bodilsker · Bølshavn · Dueodde · Helligpeder · Ibsker · Knudsker · Melsted · Olsker · Poulsker · Rø · Rutsker · Sandkås · Smørenge · Stenseby · Teglkås · Vang

Omgeving op en nabij Bornholm: Almindingen · Christiansø · Døndalen · Ekkodalen · Ertholmene · Frederiksø · Gryet · Hammeren · Paradisbakkerne · Rytterknægten · Stammershalle · Troldeskoven
- Gemeinsame Normdatei: 4117069-6
- Library of Congress Control Number: n80028084
- MusicBrainz: eb99681d-243f-4c7d-ac6a-2beacffdb8ba
- Nationale Bibliotheek van Israël: 987007562075005171
- Virtual International Authority File: 128999880
- WorldCat: E39PCjDrG7Kx3tcwcRKMQppvRC